# 藤波寛忠
藤波 寛忠（ふじなみ ひろただ）は、江戸時代後期の日本の公卿、神宮祭主。

## 生涯
神宮祭主藤波和忠の子として、宝暦9年（1759年）に生まれる。和忠にとって待望の男子ではあったものの、季忠を既に養子に取っていたため、季忠の養子となった。
明和4年（1767年）、9歳で叙爵される。明和8年12月9日（1772年1月13日）、13歳で元服、昇殿を許される。安永7年（1778年）、養父より譲られて祭主となる。天明3年（1783年）、25歳で従三位となり、公卿に列せられた。寛政6年3月13日（1794年4月12日）、大殿祭への毎度の勤仕の賞により、直衣を許された。
文政7年（1825年）、神祇大副を辞任したその6日後、66歳で薨去した。

## 官歴
| - 明和4年1月5日（1767年2月3日）、従五位下 - 明和8年12月9日（1772年1月13日）、従五位上、右京権大夫 - 安永3年12月3日（1775年1月4日）、正五位下 - 安永4年4月14日（1775年5月13日）、神祇権大副を兼任 - 安永5年1月15日（1776年3月4日）、左兵衛権佐へ転任、神祇権大副如旧 - 安永6年8月28日（1777年9月29日）、従四位下 - 安永7年9月26日（1778年11月14日）、祭主 - 安永7年12月20日（1779年2月6日）、左兵衛権佐を辞任 - 安永9年4月18日（1780年5月21日）、従四位上 - 安永9年11月13日（1780年12月8日）、正四位下 - 天明2年12月5日（1783年1月7日）、造両太神宮使に補任 - 天明3年1月13日（1783年2月14日）、従三位 - 天明6年6月22日（1786年7月17日）、神祇大副へ転任 - 天明7年12月2日（1788年1月9日）、正三位 | - 寛政10年12月19日（1799年1月24日）、従二位 - 享和2年3月2日（1802年4月4日）、造宮使に補任 - 享和2年3月23日（1802年4月25日）、造宮使辞任、服解 - 享和2年5月16日（1802年6月15日）、除服出仕 - 享和3年8月30日（1803年10月15日）、造宮使に補任 - 文化元年9月21日（1804年10月24日）、造宮使辞任 - 文化元年10月8日（1804年11月9日）、造宮使に還任 - 文化3年8月11日（1806年9月22日）、祭主を譲任 - 文化4年9月1日（1807年10月2日）、造宮使辞任 - 文化10年2月15日（1813年3月17日）、服解 - 文化10年4月7日（1813年5月7日）、除服出仕復任 - 文化15年1月22日（1818年2月26日）、正二位 - 文政7年11月18日（1825年1月6日）、神祇大副を辞任 |

## 系譜
- 正室：中山砥豫子 - 中山愛親女[1]
  - 男子：藤波光忠（1792 - 1844）
  - 男子：澤量行（1793 - 1823） - 澤久量養子
  - 男子：三室戸陳光（1805 - 1886） - 三室戸能光養子[2]
  - 女子：歌橋（1807 - 1877） - 徳川家定乳母
  - 女子：藤子（? - 1883） - 岩倉、徳川家斉息女付上臈
  - 女子：庸子（? - 1858） - 裏松恭光室[3]
  - 女子：實 - 万里小路正房室[4]
  - 女子：某 - 広橋胤定室
  - 女子：某 - 裏辻、田安家上臈